# Nickelodeon (Rusia)
Nickelodeon Rusia fue un canal de televisión por suscripción ruso de origen estadounidense que emitía en ruso e inglés, para Rusia y expaíses soviéticos. En abril del 2022, Nickelodeon cerró 'temporalmente' debido a la Invasión rusa de Ucrania de 2022. El canal ha sido reemplazado posteriormente en los estados postsoviéticos (excepto Rusia y Bielorrusia), por la señal internacional Nickelodeon Global, la cual incluye pistas de audio en ruso, inglés, y algunos idiomas locales, como el kazajo y el ucraniano.